# Доменико из Пьяченцы
Доменико из Пьяченцы (итал. Domenico da Piacenza), также известен как Доменико из Феррары (итал. Domenico da Ferrara) (1390, Пьяченца — около 1470, Феррара) — мастер танца и композитор эпохи Возрождения при дворе князей Эсте в Ферраре. Считается первым известным мастером танца, в трудах своего ученика Антонио Корнацано назван «королём искусств». Принадлежал к рыцарскому ордену Золотой Шпоры, или «Золотого воинства» (лат. Ordo Militia Aurata).

## Биография
Родился не позднее 1400 года в городе Пьяченце в северной Италии.
Переехал из Пьяченцы в Феррару в период правления той маркизом Лионелло д’Эсте (1441—1450).
Учитель двух других известных мастеров танца эпохи Возрождения — Гульельмо Эбрео и Антонио Корнацано.
В апреле 1455 года Доменико подготовил танцы для празднования свадьбы Тристано Сфорца и Беатриче д'Эсте ( незаконорожденной дочери маркиза де Феррара Никколо III). Их бракосочетание состоялось либо в Милане, либо в Ферраре. 
Осенью 1455 года Доменико ставил танцы для празднования обручения Ипполиты Сфорца и Альфонсо Арагонского. Переговоры об обручении проходили в Милане. Там же состоялось и само торжество. Альфонсо Арагонский был внуком короля Альфонсо Неаполитанского, сыном дона Фердинандо и Изабеллы — на тот период герцога и герцогини Калабрии, позже провозглашённых королём и королевой Неаполитанскими.
Не позднее 1463 года стал кавалером ордена Золотой Шпоры, предположительно, во время коронации императора Священной Римской империи Фридриха III.

## Вклад в развитие искусства
Привнёс много новшеств в придворный танец, в особенности в бас-данс. Создатель новых танцевальных форм, таких как балло и баллетто. Считается, что сферой его преподавательской деятельности была мимическая драматургия и усложнённый танец. Усложнение хореографии танцев — это целенаправленная деятельность Доменико, направленная на то, чтобы поднять танец до уровня искусства, требующего особых художественных навыков. Он на практике формулирует принцип, согласно которому обучение танцу, его создание и исполнение требуют профессиональной подготовки.

## Письменные сочинения

### Основной труд
Трактат Доменико из Пьяченцы «Об искусстве прыгать и плясать» (De arte saltandi et choreas ducendi), выпущенный между 1450 и 1460 годами, считается первым известным руководством по танцам в Европе. В настоящее время старейшее издание хранится в фондах Национальной библиотеки Франции.

#### Хореографическая часть
В своём труде Доменико описал 23 танца, из которых как самые важные (в качестве меры — итал. misure — для баллетто) указал четыре:
- Бас-данс (размер 6/4 либо 3/2)
- Кватернария (salterello tedesco, «немецкая сальтарелла», на 1/6 быстрее бас-данса)
- Сальтарелло (на 2/6 быстрее бас-данса)
- Пива (в два раза быстрее бас-данса)

Благодаря этому трактату он считается предтечей всех теоретиков танца и первым хореографом. Часть его наследия дошла до наших дней благодаря пересказу в трудах его учеников, в частности Гульельмо Эбрео (1463).

#### Музыкальная часть
В книге Доменико из Пьяченцы содержится также ряд музыкальных произведений. Не установлено, сочинены ли они им лично, но они определённо дошли до наших дней и исполняются коллективами любителей старинной музыки благодаря его трактату. Наиболее известные:
- Lioncello – написано в честь маркиза Лионелло д’Эсте;
- Rostiboli Gioioso – версия популярного в Европе парного танца балло;
- Petit riense – музыкальное произведение под французский танец, сочинённый Доменико (танец балло по трое);
- также: Jelosia, Mercantia, Sobria, Pizochara, La fia Guglielmina, Anello, Marchesana, Verçeppe и другие.

### Другие сочинения
- Liber ballorum (1460) – содержит упоминание о его ученике Джованни Амброзио (Гульельмо Эбрео).

## См.также
- Танцы эпохи Возрождения